# 江苏省铁路运输

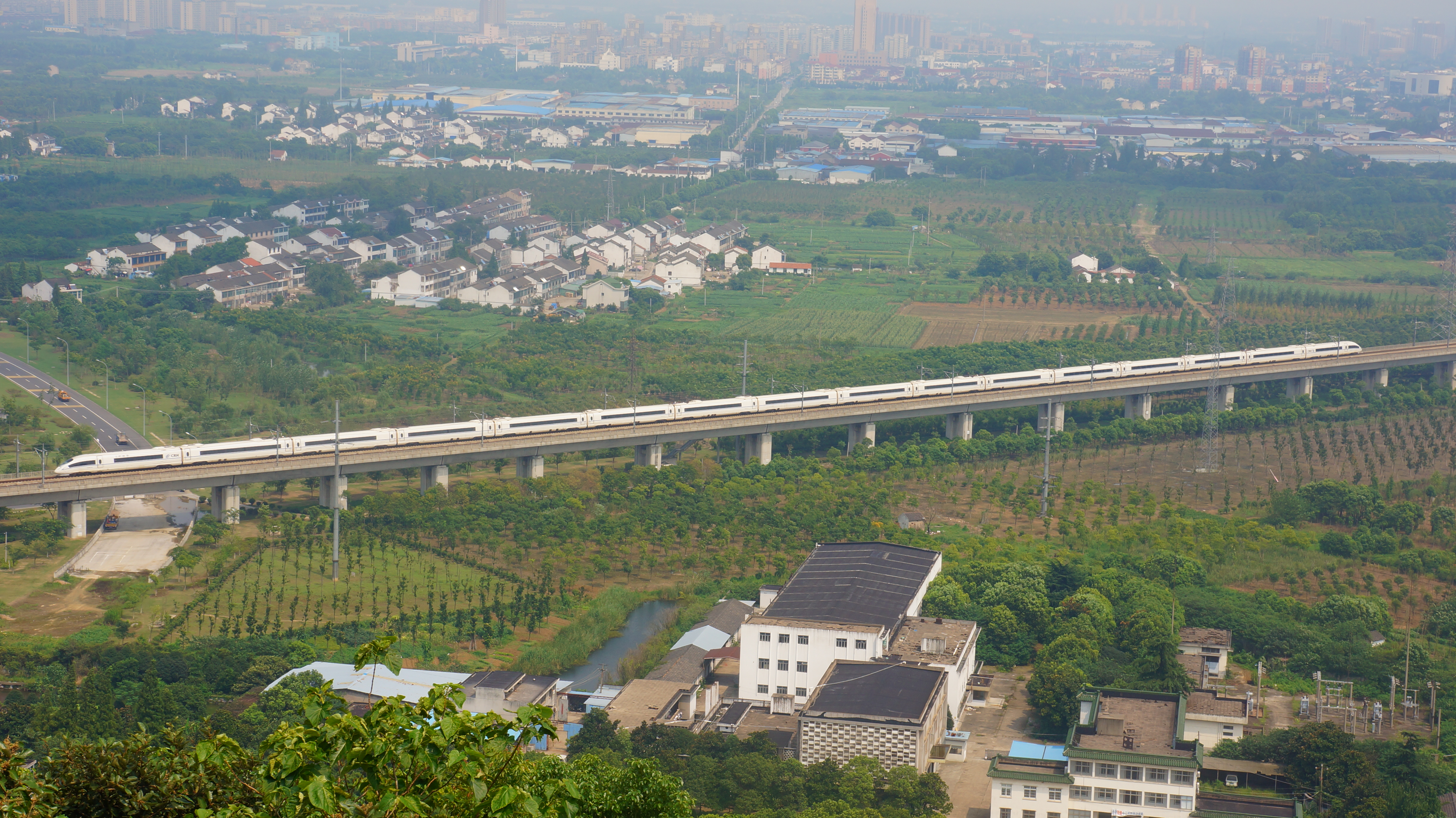
行驶于江苏省铁路上的火车

## 历史概况
江苏境内最早修建的铁路是京沪铁路的江南段，从上海到南京下关称为沪宁铁路，于1905年4月—1908年7月建成单线，由英国投资建设。1933年，在南京下关与浦口之间的长江上建成火车轮渡，开通从上海直达北平的快车。经过数十年的改造提升，2007年4月18日，在六次大提速后，沪宁线部分路段可运行时速250公里的动车组。
2008年底，省内共有8条正式线路(不含企业专用线)，全长1678公里；两条地方铁路，全长37.5公里。

## 已建成铁路
- 京沪铁路
- 陇海铁路（徐州-连云港段）
- 宁西铁路
  - 合宁铁路
- 宁铜铁路
- 宁启铁路
- 新长铁路
- 沪宁城际铁路
- 京沪高速铁路(江苏段)
- 海洋铁路(海安至洋口港)
- 宁杭城际铁路
- 宿淮铁路(宿州至淮安)
- 青盐铁路
- 沪通铁路（一期）
- 徐宿淮盐铁路
- 连淮扬镇铁路
- 连徐客运专线
- 沪宁沿江高铁

## 在建铁路
- 徐定铁路(徐州至定陶)
- 丰沛铁路(丰县至沛县，即徐定铁路江苏段)
- 宁淮城际铁路(南京至淮安)

- 北沿江高速铁路
- 沪通铁路（二期）